# Nelabrichthys ornatus
Nelabrichthys ornatus är en fiskart som först beskrevs av Carmichael, 1819.  Nelabrichthys ornatus ingår i släktet Nelabrichthys och familjen läppfiskar. IUCN kategoriserar arten globalt som livskraftig. Inga underarter finns listade i Catalogue of Life.